# Hlobyn (huyện)
Huyện Hlobyn (tiếng Ukraina: Глобинський район, chuyển tự: Hlobyns'kyi raion) là một huyện của tỉnh Poltava thuộc Ukraina. Huyện Hlobyn có diện tích 2474 kilômét vuông, dân số theo điều tra dân số ngày 5 tháng 12 năm 2001 là 58726 người với mật độ 24 người/km2. Trung tâm huyện nằm ở Hlobyne.